# Bulgaroperla mirabilis
Bulgaroperla mirabilis är en bäcksländeart som beskrevs av Raušer 1966. Bulgaroperla mirabilis ingår i släktet Bulgaroperla och familjen rovbäcksländor.

## Underarter
Arten delas in i följande underarter:
- B. m. nigrita
- B. m. mirabilis